# Countee Cullen
Countee Cullen (Louisville, 30 maggio 1903 – New York, 9 gennaio 1946) è stato un poeta statunitense uno dei maggiori autori afro-americani di sempre. Adottato dal reverendo Frederick Ashbury Cullen, da cui ha ereditato il cognome, crebbe nel quartiere Harlem della Grande mela ed ebbe un'educazione cristiana metodista. Nel 1923 si laureò presso l'Università di New York e le sue riflessioni e poesie furono pubblicate sui giornali The Crisis e Opportunity. Fu poi accettato come studente presso l'Università Harvard, nel 1926 decise di visitare l'Europa e specialmente la Francia. Tornato in America nel 1928, conobbe Yolanda Du Bois, la figlia di William Edward Burghardt Du Bois. Morì per un'infezione ai reni.

## Opere

### Poesie
- Color
- Brown Girl
- The Black Christ and Other Poems
- Tableau
- The Medea and Some Other Poems
- On These I Stand: An Anthology of the Best Poems of Countee Cullen (1947)
- My Soul's High Song: The Collected Writings of Countee Cullen (1991)
- For A Lady I Know
- The Wise
- Yet Do I Marvel
- framework

### Prosa
- One Way to Heaven
- The Lost Zoo
- My Lives and How I Lost Them

### Teatro
- St. Louis Woman